# Škofija Harbour Grace-Grand Falls
Škofija Harbour Grace-Grand Falls je bivša rimskokatoliška škofija s sedežem v Grand Fallsu (Kanada).

## Škofje
- John Michael O'Neill (22. februar 1958-30. oktober 1964)